# Финско-русская школа
Финско-русская школа (ФРШ) (фин. Suomalais-venäläinen koulu, SVK) — старейшее двуязычное образовательное учреждение в Хельсинки с полным циклом обучения, от подготовительного класса до гимназии.
С 1964 года школа располагалась в столичном районе Этеля-Каарела (переименован в 1992 году в Каарела) в здании, выстроенном по проекту финского архитектора Осмо Сипари. До 2014 года при школе действовал финско-русский детский сад «Калинка».
По результатам рейтингования, учитывающего главным образом результаты единых выпускных экзаменов 2013 года, гимназия финско-русской школы находилась на 234 месте (из 397) по рейтингу телеканала MTV3 и на 272 (из 448), по версии государственной телерадиокомпании YLE.
В 2020 году строительная компания SRV начала строительство нового здания школы, которое будет запущено в эксплуатацию в августе 2021 года и выполнено полностью из дерева. Школа рассчитана на 700 учащихся.

## История
Небольшая частная русская школа, в которой на момент открытия было 59 учеников, начала свою деятельность 11 октября 1955 года на улице Нейтсютполку в Хельсинки. Первым директором школы был Борис Новицкий. В 1960 году в Финско-русской школе обучалось уже 288 учеников, а в 1964 году школа переехала в район Этеля-Каарела в новое здание, спроектированное финским архитектором Осмо Сипари. До 1963 года школа носила название Русская школа Хельсинки. 1 августа 1977 года Финско-русская школа в связи со школьной реформой сменила статус и стала государственной, хотя и продолжает получать денежные субсидии наряду с частными образовательными учреждениями.

## Языковая программа
Начиная с подготовительного класса, русский преподаётся как иностранный язык финноязычным ученикам и как родной язык — русскоязычным и двуязычным ученикам. Обучение английскому языку начинается с 3-го класса, шведскому языку — с 7-го класса, с 8-го класса и на ступени гимназии возможно факультативное изучение французского или немецкого языков. В учебной программе преподавание русского и других иностранных языков базируется на требованиях Общеевропейской системы обучения иностранным языкам.

## Принципы и ценности
Ученики Финско-русской школы, помимо освоения основной государственной образовательной программы, приобретают углублённые знания по русскому языку и русской культуре. Приоритетами в обучении и воспитании в Финско-русской школе являются качество образования, равноправие, толерантность, мультикультурность, сохранение индивидуальности ученика и его интеграция в социальную среду, охрана окружающей среды и безопасность.

## Библиотека
В библиотечном фонде школы имеются финская и русская художественная литература, научно-популярная литература, периодические издания различной тематики и видео- и аудиоматериалы. Школа выпускает свой журнал «Уральская рябинушка».

## Общество поддержки Финско-русской школы
Существует общество поддержки Финско-русской школы, основной целью которого является помощь в организации учебной и внеучебной деятельности школы (концертов, выступлений, вечеров, русскоязычные кружки по интересам) и в развитии обменных программ с российскими школами.

## Директора
- 1955—1963: Борис Новицкий
- 1963—1969: Лаури Тейвайнен
- 1969—1970: Лаури Арконсуо
- 1971—2001: Мартти Руохонен
- 2001—2008: Лийса Похйолайнен
- с 2008: Туула Вяйсянен

## Известные выпускники
- Мария Гузенина-Ричардсон — финский политик, член парламента, министр базовых социальных услуг (2011—2013)
- Петтери Копонен — финский баскетболист
- Антти Пильстрём — профессиональный финский хоккеист
- Ян Рехбергер (фин. Jan Rechberger) — барабанщик группы Amorphis
- Рони Порокара (фин. Roni Porokara) — финский футболист
- Георгий Алафузофф — финский адмирал, глава военной разведки Евросоюза